# O Último Judeu em Vinítsia

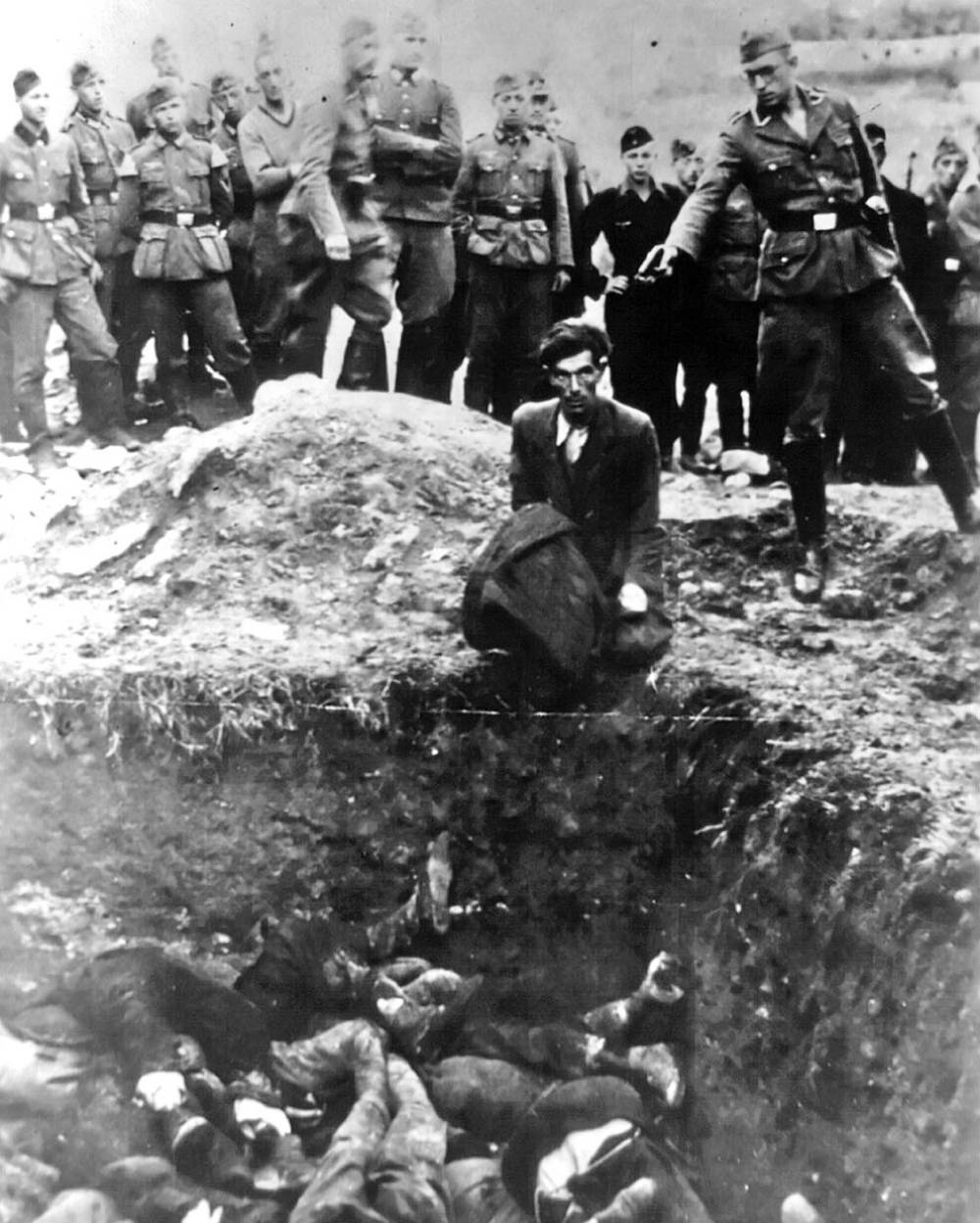
O último judeu em Vinítsia

O Último Judeu em Vinítsia é uma fotografia registrada durante o Holocausto na Ucrânia, que mostra um judeu desconhecido perto da cidade de Vinítsia (Vinnytsia) prestes a ser morto a tiros por um membro do Einsatzgruppe D, um esquadrão da morte móvel da Schutzstaffel (SS) nazista.
A vítima está ajoelhada ao lado de uma vala comum, que já contém diversos corpos; atrás, homens da SS e do Serviço de Trabalho do Reich observam a cena.

## História
A fotografia data de algum momento entre meados de 1941, quando os alemães ocuparam o oblast (região) de Vinítsia, e 1943. Durante este período, houve numerosos massacres de judeus no oblast, inclusive dentro da cidade de Vinítsia, em 16 e 22 de setembro de 1941 e abril de 1942, após os quais os poupados foram enviados para campos de trabalho forçado em Yerusalimka, o bairro judeu de Vinítsa. Os uniformes de verão dos alemães significam que é improvável que a fotografia tenha sido registrada no inverno.
A fotografia foi divulgada em 1961, pela United Press (UPI), durante o julgamento de Adolf Eichmann. A UPI a recebeu de Al Moss, um judeu polonês que a adquiriu em maio de 1945, logo após ser libertado do campo de concentração de Allach pelo 3º Exército americano. Moss, que morava em Chicago em 1961, queria que as pessoas "saibessem o que aconteceu na época de Eichmann". A cópia da UPI foi publicada em uma página inteira do The Forward.
Fontes posteriores fornecem detalhes às vezes contraditórios da imagem. Alguns dizem que a fotografia original estava no álbum de fotos de um membro do Einsatzgruppe, ou retirada do bolso de um soldado morto; e que estava escrito no verso "Último judeu em Vinítsa", nome dado para a imagem. Várias pessoas entraram em contato com o jornal Die Welt, pretendendo identificar o atirador como um parente.

## Significado
A fotografia tornou-se icônica. Algumas características a destacam dentre as fotos conhecidas do Holocausto: (1) foi tirada durante o Holocausto, e não depois de seu fim, e (2) presumivelmente por alguém cúmplice do assassinato; (3) retrata o esquadrão da morte Einsatzgruppen, em vez de campos de concentração ou extermínio; (4) o foco está em uma vítima solitária e não em uma multidão.
A fotografia foi reproduzida, com diferentes cortes, em muitos livros e exposições de museus sobre o Holocausto. Os livros incluem os de Guido Knopp e Michael Berenbaum. As exposições incluem algumas em Berlim, como "Questões sobre a História Alemã" no Palácio do Reichstag de 1971 a 1994, e depois na Topografia do Terror e no Memorial aos Judeus Assassinados da Europa; o Instituto de Memória Nacional na Polônia; o Museu Memorial do Holocausto dos Estados Unidos; e Yad Vashem também expuseram a foto.
A imagem foi usada na capa do álbum de 1984 da banda Agnostic Front, Victim in Pain, podendo ser interpretado como parte do chique nazista então corrente na cena hardcore de Nova York.
Roger Miret disse, posteriormente, que seu pensamento era de que "isso precisa ser divulgado para evitar que a história se repita".